# Hypenia inelegans
Hypenia inelegans là một loài thực vật có hoa trong họ Hoa môi. Loài này được (Epling) Harley mô tả khoa học đầu tiên năm 1988.